# Koziegłowy
Koziegłowy é um município da Polônia, na voivodia da Silésia e no condado de Myszków. Estende-se por uma área de 26,71 km², com 2 461 habitantes, segundo os censos de 2016, com uma densidade de 92,1 hab/km².